# (33993) 2000 OS
2000 أو أس (ويعرف أيضًا باسم (33993) 2000 أو أس وفق تسمية الكوكب الصغير) (بالإنجليزية: 2000 OS)‏ هو كويكب ضمن حزام الكويكبات؛ وترتيبه 33993 من حيث الاكتشاف.
اكتُشف هذا الجُرم الفلكي بواسطة جون بروفتون في 23 يوليو 2000.

## وصلات خارجية
- (33993) 2000 OS في قاعدة بيانات مختبر الدفع النفاث لأجرام النظام الشمسي الصغيرة

- الاكتشاف · مخطط المدار ·  العناصر المدارية · المعلمات المادية

- (33993) 2000 OS على موقع ويكي سكاي: DSS2, SDSS, GALEX, IRAS, Hydrogen α, X-Ray, Astrophoto, Sky Map, Articles and images